# Ouralskaïa (métro d'Iekaterinbourg)
Ouralskaïa (en russe : Уральская et en anglais : Uralskaya) est une station de la ligne 1 du métro d'Iekaterinbourg.
Mise en service en 1992, elle est desservie par les rames de la ligne 1.

## Situation sur le réseau

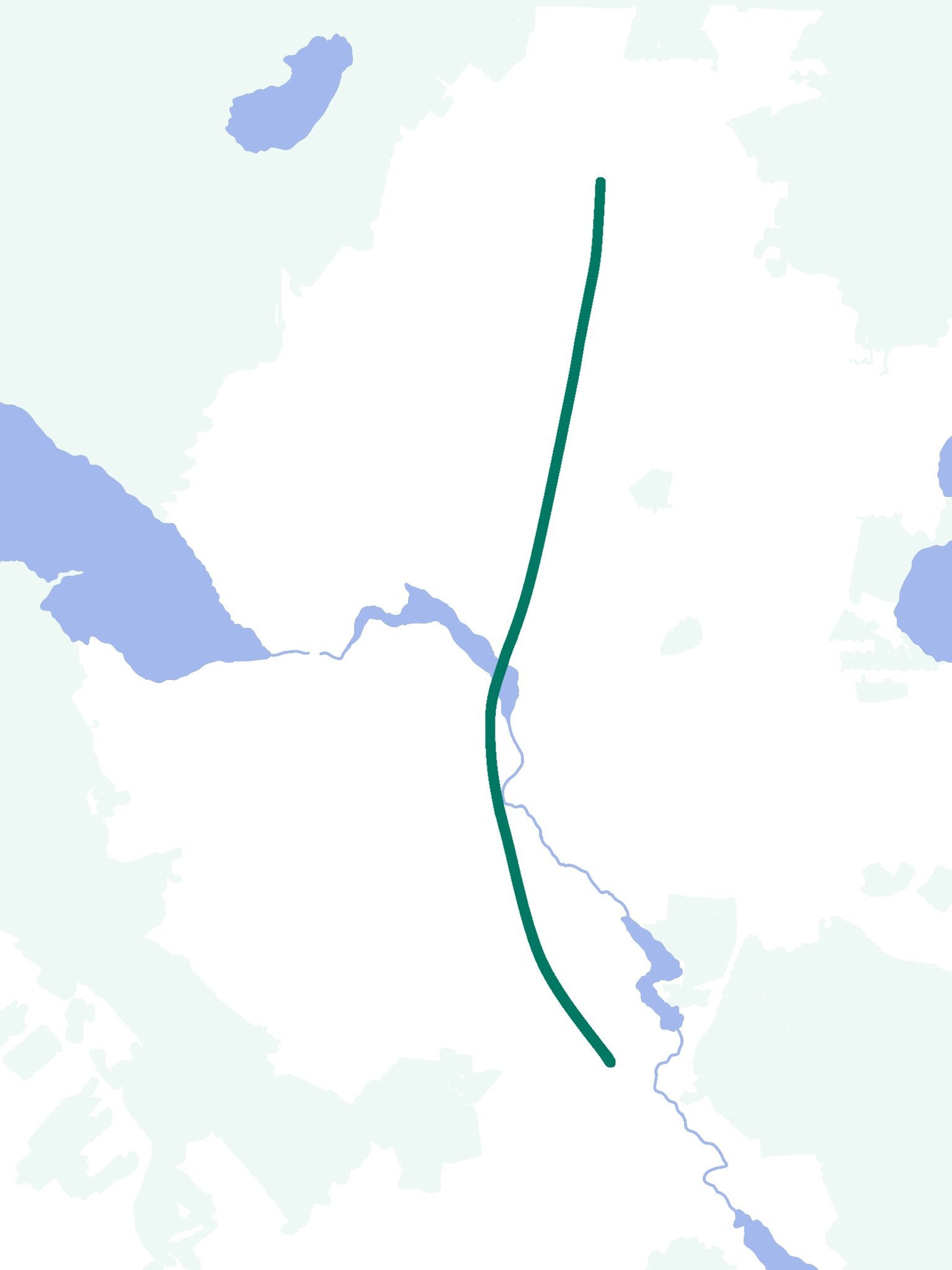
Plan du métro (2019).

Établie en souterrain, la station Ouralskaïa, est une station de passage de la ligne 1 du métro d'Iekaterinbourg. Elle est située entre la station Machinostroïteleï, en direction du terminus nord Prospekt Kosmonavtov, et la station Dinamo, en direction du terminus sud, Botanitcheskaïa.
Elle dispose d'un quai central encadré par les deux voies de la ligne.

## Histoire
La station Ouralskaïa est mise en service le 23 décembre 1992. La station est due aux architectes S. Ziganchine et aux artistes céramistes V. Kochtcheïev.

## Services aux voyageurs

### Desserte
Ouralskaïa est desservie par les rames de la ligne 1.